# Asa Norte
Asa Norte é um bairro de Brasília, no Distrito Federal. Tombado pela Unesco como parte integrante do Plano Piloto de Brasília, a Asa Norte figura entre os bairros com maiores índices de qualidade de vida no Brasil.
A região é local de moradia de diversos políticos, jornalistas, funcionários do alto escalão, artistas além de vasto público universitário. É uma região valorizada no DF, que possui imóveis de alto valor de mercado e habitantes com alto poder aquisitivo.
A Asa Norte possui um arranjo urbano estruturado no conceito de "cidade-parque" que valoriza a predominância de áreas verdes e arborizadas entre os edifícios urbanos residenciais.

## História

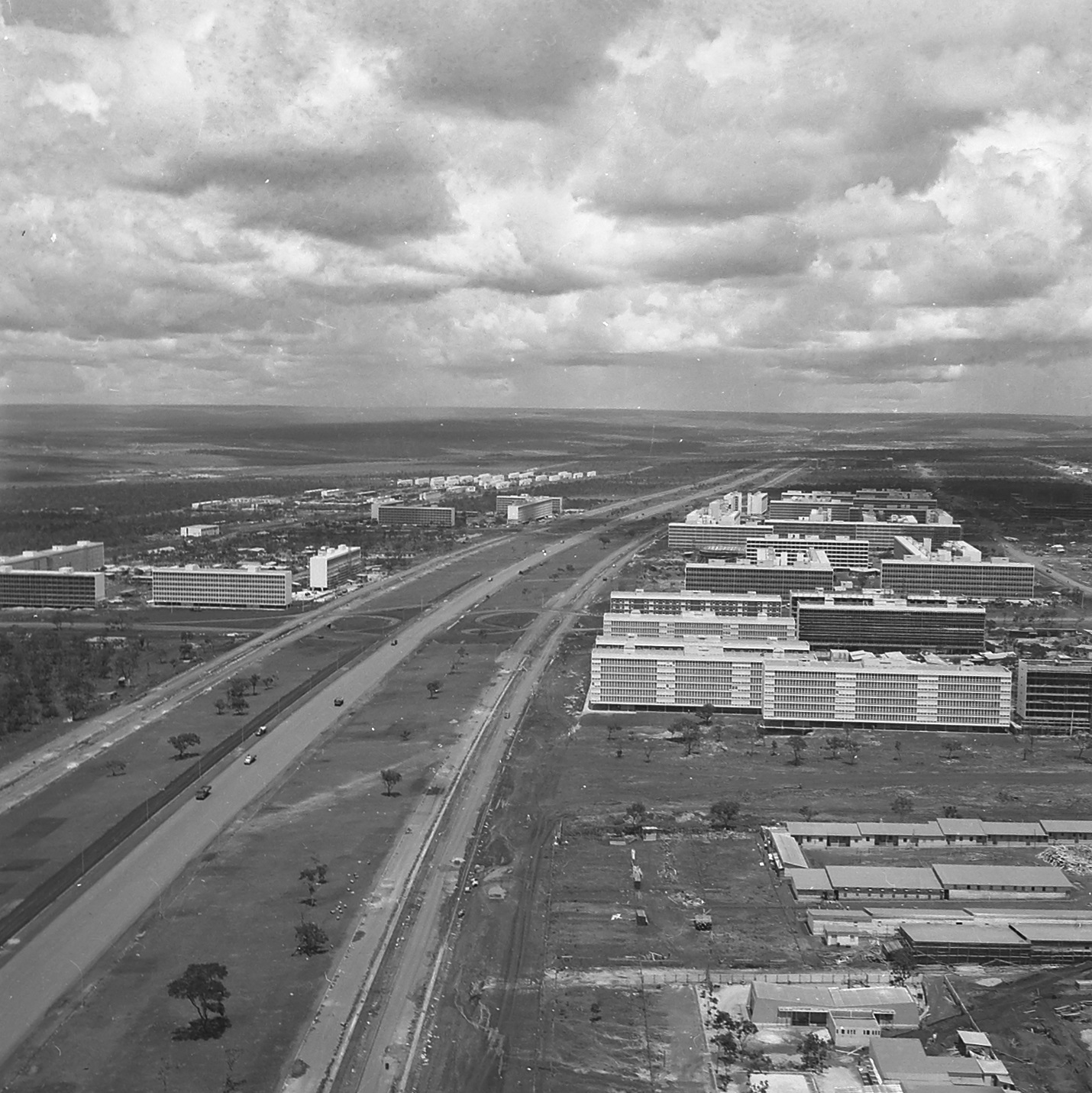
O Plano Piloto, incluindo as asas norte e sul, começou a ser construído em 1958.

A  Asa Norte surgiu junto do restante do Projeto de Lúcio Costa para o Plano Piloto de Brasília, como parte da zona residencial do projeto.
No item 16 do relatório justificativo, Lúcio Costa coloca, pela primeira vez, a ideia das sequência de quadras em torno do Eixo Rodoviário, com árvores para garantir as sombras e o passeio, e a organização e tamanho dos blocos dentro das superquadras - termo que surge ali pela primeira vez. Já no item 21, ele cria a numeração das quadras e divide a cidade em norte e sul a partir do Eixo Monumental, divisão do qual surgirá o ponto cardeal no nome da Asa Norte. A partir da definição do plano, as edificações na Asa Norte foram sendo progressivamente feitas desde 1958.

### O nome
Apesar da crença popular de que a Asa Norte seria literalmente uma das asas do "avião" que forma o desenho de Brasília - crença também alimentada pelo fato do projeto ser nomeado plano piloto. Sabe-se que Lúcio não pensava em um avião quando desenhou a cidade, mas sim em uma cruz - o Eixo Rodoviário, que forma as "asas", é curvado, mas para se adaptar ao terreno e não por algum tipo de desenho intencional. O termo "plano piloto" foi, na verdade, citado por Le Corbusier em um sentido de "plano geral", numa carta a José Pessoa sobre um possível projeto para Brasília em 1955, e acabou permanecendo. Já o termo "asa" é, na verdade, a mesma coisa que "ala", ou seja, uma porção ou um lado de um projeto - Lúcio Costa, nascido na França, foi educado na Inglaterra e na Suíça e estudava projetos estrangeiros, e provavelmente usou asa pois as palavras asa e ala, nas línguas inglesa e francesa, são um único termo (wing e aile, respectivamente) e o uso do sinônimo não seria estranho para ele.
Construção
Os primeiros prédios construídos na Asa Norte estão nas superquadras duplas SQN 403/404 e 405/406,  iniciadas em 1957 pelo Instituto de Aposentadoria e Pensões dos Comerciários (IAPC). Os blocos situados nessas quadras, sem pilares acima dos pilotis, com paredes autoportantes, hoje descaracterizados pelas reformas, à época foram os que mais agradaram a Le Corbusier. 
Em 1965, a Asa Norte teve seu segundo foco de construção: a chamada "Área de Vizinhança São Miguel", correspondente às SQN 107, 108, 307 e 308. O projeto e a construção foram tocados por um consórcio de distintas entidades: a empresa Novacap, a Universidade de Brasília, o Ministério das Relações Exteriores, o Governo do Distrito Federal, o Corpo de Bombeiros do Distrito Federal, o Departamento Nacional de Portos e Vias Navegáveis (DNPVN) e a Superintendência de Construção e Administração Imobiliária (SUCAD). Diversos arquitetos participaram do projeto destes blocos; a SQN 107 foi projetada pela equipe da CEPLAN, na época composta por Oscar Niemeyer, João Filgueiras de Lima (Lelé) e Mayume Sousa Lima. As outras três tiveram também participação de Manoel Hermano, Sérgio Sousa Lima e Oscar Kneipp. Essa Unidade de Vizinhança foi pensada para servir de moradia para funcionários e professores da Universidade de Brasília (UnB), além do corpo diplomático da capital federal.
De 1965 a 1970, iniciaram-se ainda as construções das SQN 102, 104, 105; 303, 304, 306; 407, 408, 409, 410 e 411. As quadras 302 a 306 foram construídas pelo antigo Ministério da Guerra, para servir de moradia aos militares; dentre essas, as 302 a 304 também tiveram participação da Câmara dos Deputados. As quadras 409 e 410 foram projetadas por Mário Bakaj e construídas pela Sociedade de Habitações de Interesse Social (SHIS), enquanto a 411 foi construída pela Caixa.
As últimas superquadras construídas na Asa Norte foram as SQN 309 e 310, iniciadas em 1992 pela UnB, com projetos de Eurico Salviati e Nícia Borman (CEPLAN), as SQN 109 e 110, iniciadas em 1995 pela UnB com projeto de Frederico de Holanda (também CEPLAN) e as SQN 212 e 213, iniciadas em 2002 por iniciativa privada. Ainda hoje, a Asa Norte possui três superquadras não construídas: as SQN 413/414 que, por suas nascentes, formam o Parque Olhos d'Água, e a SQN 207, de propriedade da UnB, ainda não construída.

## Subdivisões

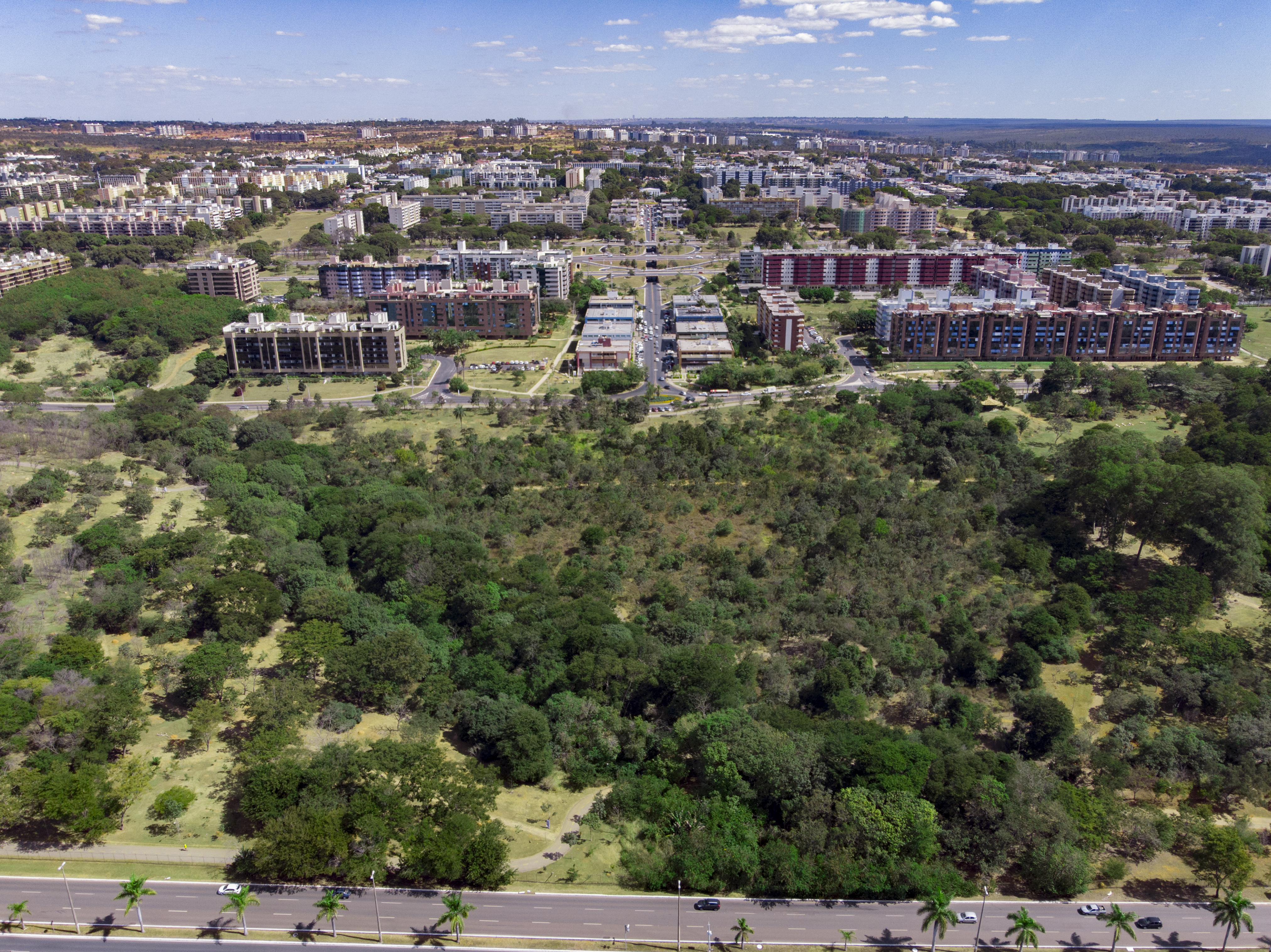
O Parque Olhos d'Água e as superquadras da Asa Norte.

A Asa Norte é uma das áreas que compõem o Plano Piloto de Brasília (junto com a Asa Sul, Sudoeste/Octogonal, Noroeste e Cruzeiro). Assim como a Asa Sul, é cortada pelo Eixo Rodoviário de Brasília, o popular Eixão, uma via expressa de seis faixas e pelos chamados "Eixinhos" W (do inglês West, oeste) e L (leste). Ambas são formadas por Quadras, Superquadras e Entrequadras, numeradas de 202 a 216, 402 a 416, 602 a 611 a leste do Eixão e 101 a 116, 301 a 316, 502 a 516, 701 a 716 e 901 a 916 na parte a oeste do Eixo Rodoviário. Diferente da Asa Sul, não existem as quadras 800.
- Quadras 900 - Setor de Grandes Áreas Norte (SGAN) - Região destinada a instituições de interesse público, universidades, escolas, associações, igrejas, além de alguns prédios residenciais.
- Quadras 700 - constituídas majoritariamente de casas e prédios de 3 e 6 andares. Também possui comércio nas margens da via W3 Norte.
- Quadras 500 - quadras comerciais que abrigam do comercio varejista a prédios de órgãos públicos, tribunais e etc.
- Quadras 300 - Superquadras Norte (SQN): constituídas de até 14 prédios residenciais (blocos) de 6 andares
- Quadras 100 - Superquadras Norte (SQN): constituídas de até 14 prédios residenciais (blocos) de 6 andares. As quadras encontram-se ao longo do eixo rodoviario e eixinho W.
- Quadras 200 - Superquadras Norte (SQN): constituídas de até 14 prédios residenciais (blocos) de 6 andares. As quadras encontram-se ao longo do eixinho L.
- Quadras 400 - Superquadras Norte (SQN): constituídas de até 20 prédios residenciais (blocos) de 3 andares. Quadras que margeiam a via L2 Norte.
- Quadras 600 - Setor de Grandes Áreas Norte (SGAN) Composta por diversas instituições privadas e publicas, hospitais, instituições de Ensino e etc.

Os prédios residenciais de 6 andares das SQNs 100, 200 e 300 foram idealizados por Lúcio Costa à semelhança da experiência do urbanista com o Parque Guinle (RJ) e idealizados em uma estética utilitarista, minimalista e concretista herdada do modernismo francês e da escola de design alemão Bauhaus.
No modelo de prédios de Brasília foi inserido o uso predominante de pilotis com o intuito de integrar as áreas públicas e os espaços embaixo dos prédios, seguindo os cinco pontos da nova arquitetura, defendidos pelos Congressos Internacionais de Arquitetura Moderna e seus líderes, como Le Corbusier.
Entre as Superquadras, há as Comércios Locais (CLN), com padarias, lojas, restaurantes, farmácias, etc.

A Asa Norte tombada pelo UNESCO como Patrimônio Histórico da Humanidade, no dia 7 de dezembro de 1987.

### Outras Subdivisões
A CLN 205/206 é chamada de "Babilônia Norte". A entrequadra possui uma arquitetura unificada e diferenciada composta da união de arcos que remetem à arquitetura islâmica. A frente dos prédios da entrequadra é virada para a quadra residencial (o inverso de todas as outras entrequadras do Plano Piloto de Brasília) e o local possui terraços com jardins chamados de "oásis" ou "jardins suspensos". Atualmente, o local foi revitalizado e abriga estúdios de arte, além de sediar atividades artísticas e eventos culturais. Antigamente, a quadra abrigava a Associação Judaica de Brasília.
O "Baixo Asa Norte" é uma região boêmia, com a maior concentração de bares de Brasília, e compreende as entrequadras CLN 408/409 e 412/413. O nome do local se deu em referência ao Baixo Augusta em São Paulo e o Baixo Gávea no Rio de Janeiro. A região também foi apelidada de "Quadrilátero da Bebida" por possuir dezena de bares, além de lanchonetes e outros estabelecimentos para lazer e diversão do público jovem e universitário.

## Infraestrutura
O bairro conta com uma boa infraestrutura de lazer, moradia, transporte, educação, o que torna o bairro bastante valorizado.

### Comércio

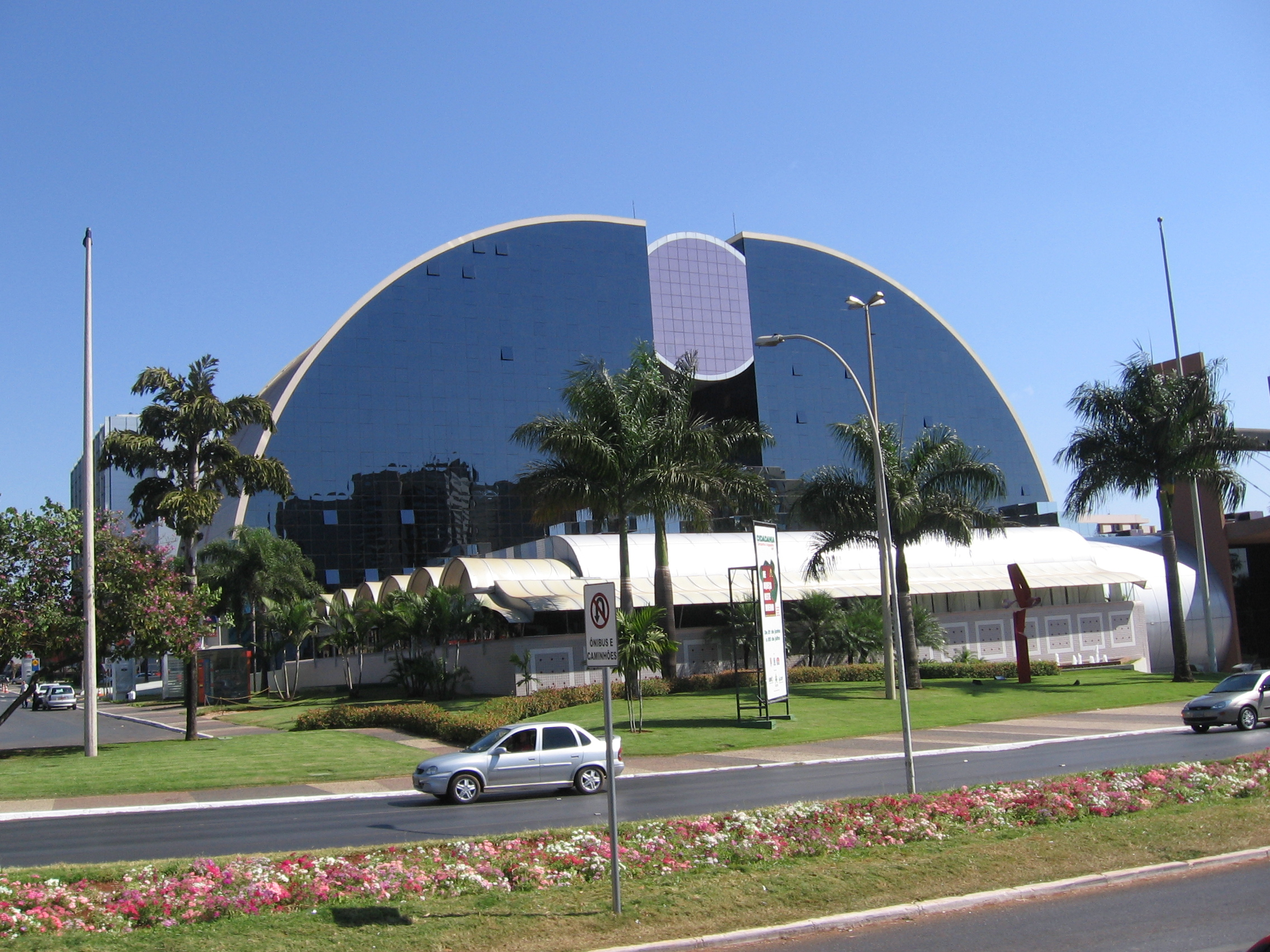
Fachada do Brasília Shopping.

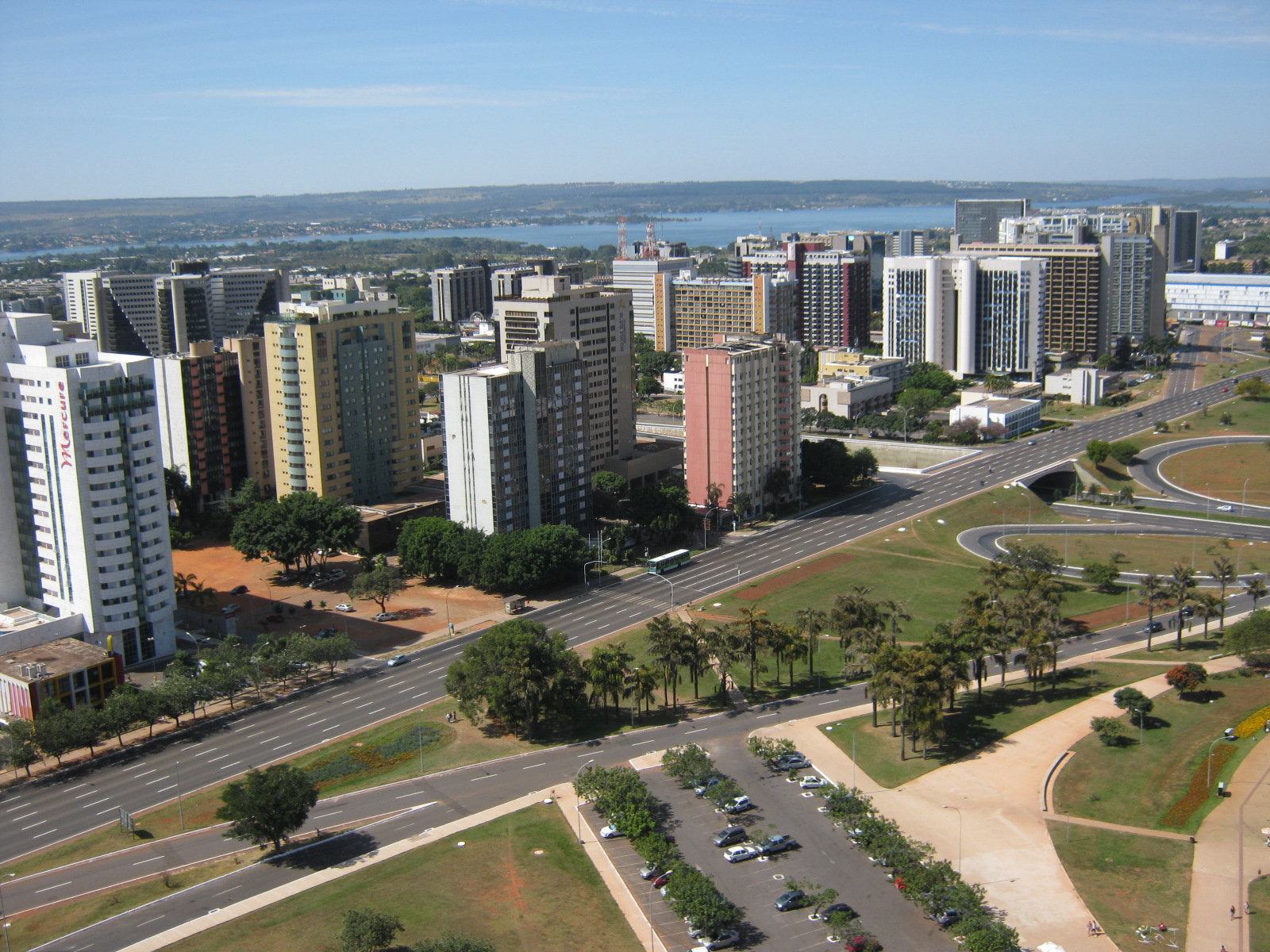
Setor Hoteleiro Norte visto da Torre de TV de Brasília.

Na Asa Norte possui cinco principais shoppings, entre eles o Conjunto Nacional, o Brasília Shopping, o Boulevard Shopping Brasília, o Liberty Mall e o Shopping ID, este ultimo especializado em móveis e decoração.
No bairro também se localizam diversos supermercados (três Big Box, dois Carrefour Bairro e dois Pão de Açucar) e 3 hipermercados (Carrefour, Extra e Sam's Club), farmácias, restaurantes, pizzarias, redes de fast-food, hospitais públicos e particulares, parques, hotéis (como o Mercure), emissoras de televisão (TV Globo Brasília e Rede TV Brasília), postos de combustíveis (Petrobras, Jajour e Shell), limpeza automotiva, bares, igrejas, concessionárias (Citroën, Honda, Hyundai, BYD e Kia) e várias lojas.

### Ensino
Encontra-se na Asa Norte uma grande quantidade de escolas como o Colégio Marista João Paulo II, e o Sigma, Everest Kinder além do Leonardo da Vinci.
Dentro do bairro, no que se refere a Ensino Superior, são localizados o principal campus da Universidade de Brasília (UNB), a Fundação Getulio Vargas, o Ibmec Educacional, o Campus I do UniCEUB, o campus norte do Centro Universitário Euroamericano (Unieuro), o Campus Norte do IESB e o um campus do Instituto Federal de Brasília.

### Saúde
O Principal hospital público da Asa Norte é o Hospital Regional da Asa Norte (HRAN) seguido do Hospital Universitário de Brasília. No bairro também encontram-se diversos hospitais privados e clinicas especializadas.

### Parques

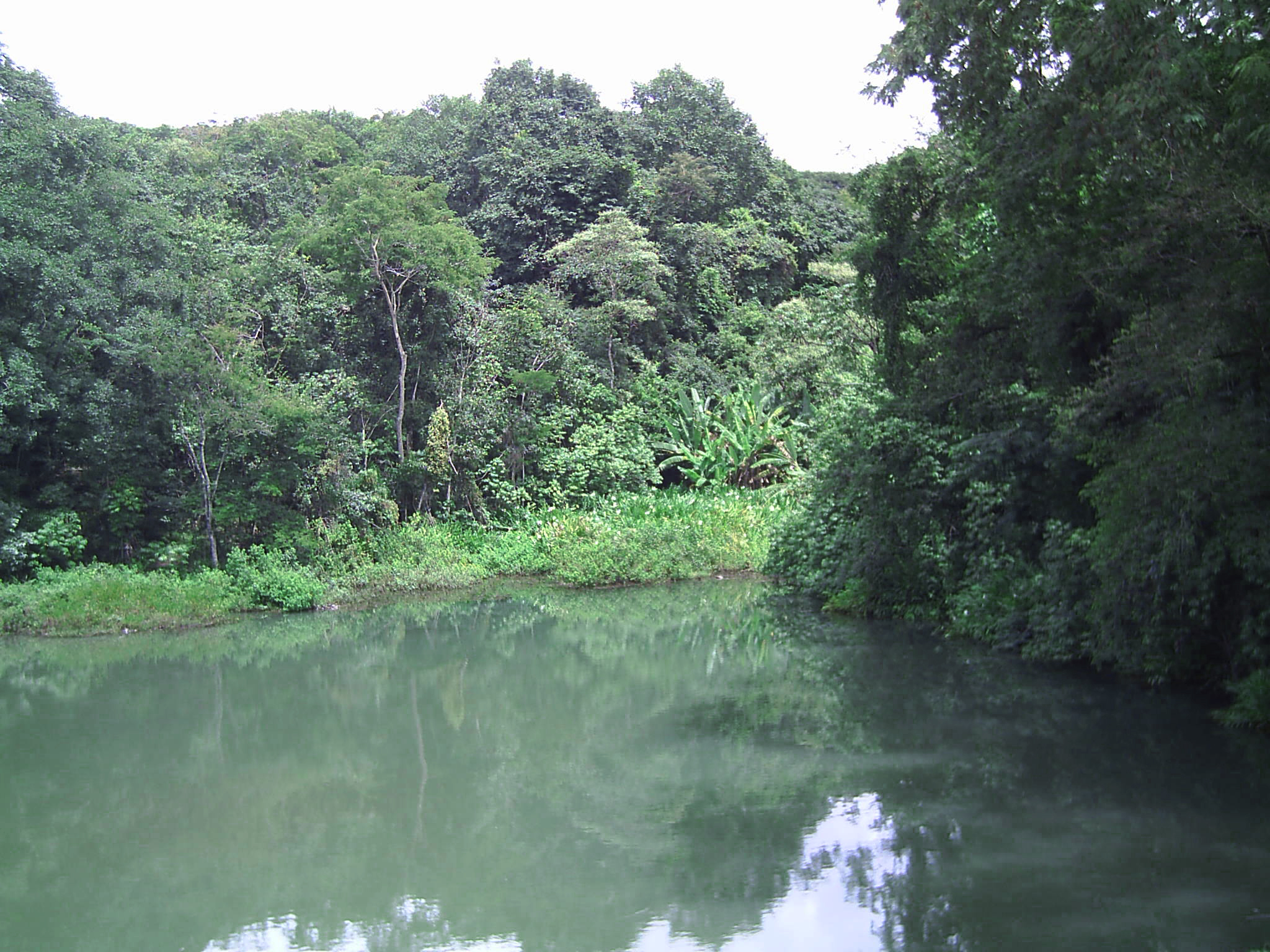
Parque Olhos D'Água (Lago do sapo)

O principal parque da Asa Norte é o Parque Olhos D'Água que está localizado nas quadras 413 e 414.
Ao final da quadra 416 encontra-se uma área de lazer com deck para caminhada, banho e atividades à beira do lago Paranoá chamada de Calçadão da Asa Norte.
A Asa Norte ainda conta com o Arboreto da Universidade de Brasília, um corredor ecológico dedicado a pesquisa pelos alunos e professores da Universidade.
O Bosque Norte-Leste é um bosque localizado nas entrequadras 216 e 416. É administrado pela Prefeitura da 416 Norte. O local também é conhecido como "Pico do Pôr do Sol".
O Parque Estação Biológica (PqEB) é localizado no final da Asa Norte. Nele é localizado a sede principal da Empresa Brasileira de Pesquisa Agropecuária.

### Religião
A Basílica Menor São Francisco de Assis foi inaugurada em 4 de dezembro de 1981. Inicialmente instituída como Paróquia São Francisco de Assis, o santuário foi elevado ao título de basílica menor pelo Papa Francisco no dia 3 de fevereiro de 2023.
O Grande Oriente do Distrito Federal é localizado na 415 Norte.
O Centro Islâmico do Brasil é localizado na Asa Norte. O local foi abandonado depois que um incêndio destruiu o local em 1980.
O Templo de Brasília de A Igreja de Jesus Cristo dos Santos dos Últimos Dias foi anunciado  por Thomas S. Monson em 2 de Abril de 2017. A abertura de terra foi realizada no dia 26 de setembro de 2020. O Templo é localizado na Quadra 612 Norte, e possui 2.320 metros quadrados. Sua inauguração ocorreu em 2023.

### Transporte
O bairro ainda não possui metrô, apesar de o projeto de expansão do Metrô-DF para a Asa Norte se dar desde o início da construção no ano 1992.
A primeira estação da Asa Norte está em processo de elaboração e se chamará Estação HRAN.
A saída da Asa Norte em direção a Sobradinho se chama Saída Norte, que desde 2011 passa pelo Projeto Nova Saída Norte. Existe o plano de construção de uma nova ponte para o Lago Norte, passando pelo Setor Habitacional Taquari. O projeto foi feito por Oscar Niemeyer.
A primeira etapa do projeto foi concluída, com a reforma da Ponte do Bragueto, construção de duas pontes auxiliares e a construção do Complexo Viário Joaquim Domingos Roriz, mais conhecido como Trevo de Triagem Norte. (TTR).

### Avenidas
- Via N1 (Eixo Monumental - Sentido Rodoferroviária)
- Via N2 - entre os Setor Hoteleiro Norte (SHN) e o Setor Comercial Norte (SCN)/ entre os Ministérios e seus Anexos
- Via N3
- Via N4
- Via W5 Norte - entre as entrequadras 700/900 e as quadras 900 (Possui escolas e igrejas)
- Via W4 Norte - entre as quadras 700 e as entrequadras 700/900
- Via W3 Norte - entre as quadras 500 e 700 (Área comercial. Possui escolas, shoppings, bancos, lojas, entre outros)
- Via W2 Norte - entre as quadras 300 e 500
- Via W1 Norte - entre as quadras 100 e 300
- Eixo W Norte (Eixinho)
- Eixo Rodoviário Norte (Eixão) - via expressa que liga a Asa Norte à Asa Sul.
- Eixo L Norte (Eixinho)
- Via L1 Norte - entre as quadras 200 e 400
- Via L2 Norte - entre as quadras 400 e 600
- Via L3 Norte - entre as quadras 600 e 800 = Perpassa o Campus Universitário Darcy Ribeiro, principal campus da Universidade de Brasília.
- Via L4 Norte - entre as quadras 800 e o Setor de Clubes Esportivos Norte (SCEN)

## Esporte e Cultura

### Carnaval na Asa Norte
No Setor de Clubes Norte está localizada a sede da escola de samba Acadêmicos da Asa Norte. Fundada em 1969 como um bloco de Carnaval, em 1973 se transformou em uma escola de samba.
No período de carnaval é comum a existência de blocos de carnaval de rua ocorrendo em diversos pontos do bairro com destaque a CLN 201/202 (batizada como Praça dos Prazeres), via W3 norte, Setor Bancário Norte e outras entrequadras.

### Esportes
A Asa Norte conta com algumas equipes esportivas, como o Desportivo UNB, Minas Brasília Tênis Clube e CRESSPOM.
Na década de 70, a Associação Atlética Asa Norte e o Flamengo Atlético Clube faziam o maior clássico de futebol da Asa Norte.